# Мурашниця руда
Мурашниця руда (Grallaria rufula) — вид (або надвидовий комплекс) горобцеподібних птахів родини Grallariidae. У 2020 році запропоновано розділити його на 13 видів.

## Поширення
Поширений від північно-східної Колумбії та північно-західної Венесуели уздовж Анд через Еквадор до південного сходу Перу та західної Болівії. Трапляється на землі або поблизу неї у тропічних або субтропічних вологих гірських лісах на висоті від 2200 до 3300 м над рівнем моря.

## Видовий комплекс
- Grallaria saltuensis
- Grallaria spatiator
- Grallaria rufula
- Мурашниця сизочерева, Grallaria rufocinerea
- Grallaria alvarezi
- Grallaria saturata
- Grallaria cajamarcae
- Grallaria gravesi
- Grallaria oneilli
- Grallaria obscura
- Grallaria occabambae
- Grallaria sinaensis
- Grallaria cochabambae